# Chiesa della Santa Croce (Sarentino)
La chiesa della Santa Croce, o della Croce di Pozza (in tedesco Heiligkreuz o Putzer Kreuz), è una chiesa cattolica situata presso la località di Pozza di Sopra (Oberputzen), nel comune di Sarentino in provincia di Bolzano. È sussidiaria della parrocchiale di Santa Maria Assunta di Sarentino e fa parte della diocesi di Bolzano-Bressanone.

## Storia

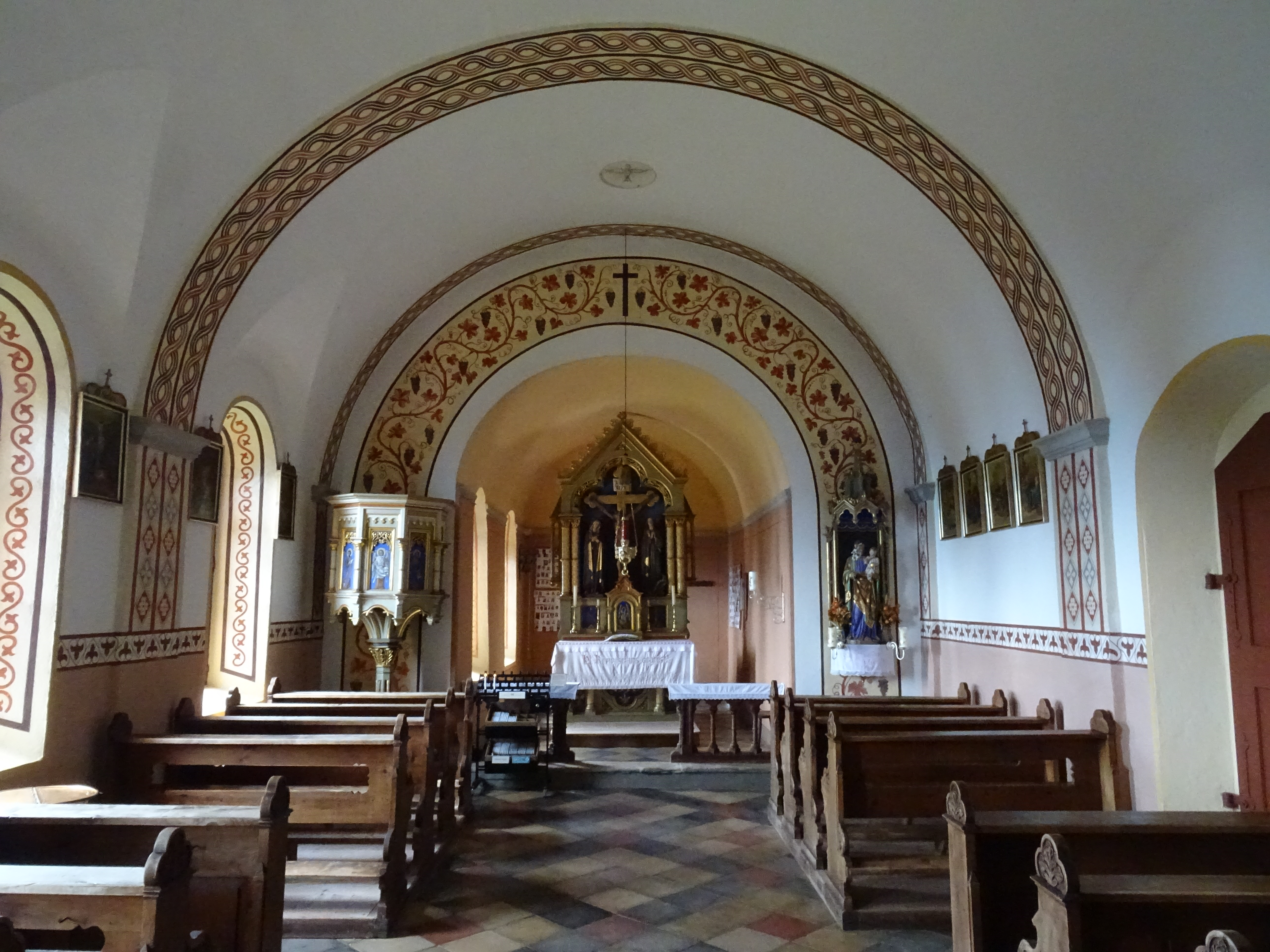
Interno

Il primo segno religioso cristiano sul luogo fu un crocifisso in legno, intagliato da uno dei pastori che frequentavano la zona e appeso al fusto di un albero verso la fine del Settecento; divenuto meta di pellegrinaggio, secondo la tradizione vi avvennero anche alcuni miracoli. Una prima cappella venne così edificata nel 1822, per volere di un tal Jakob Hofer; esattamente sessant'anni dopo don Josef Eisler la fece ampliare con l'aggiunta dell'odierna navata.

## Descrizione

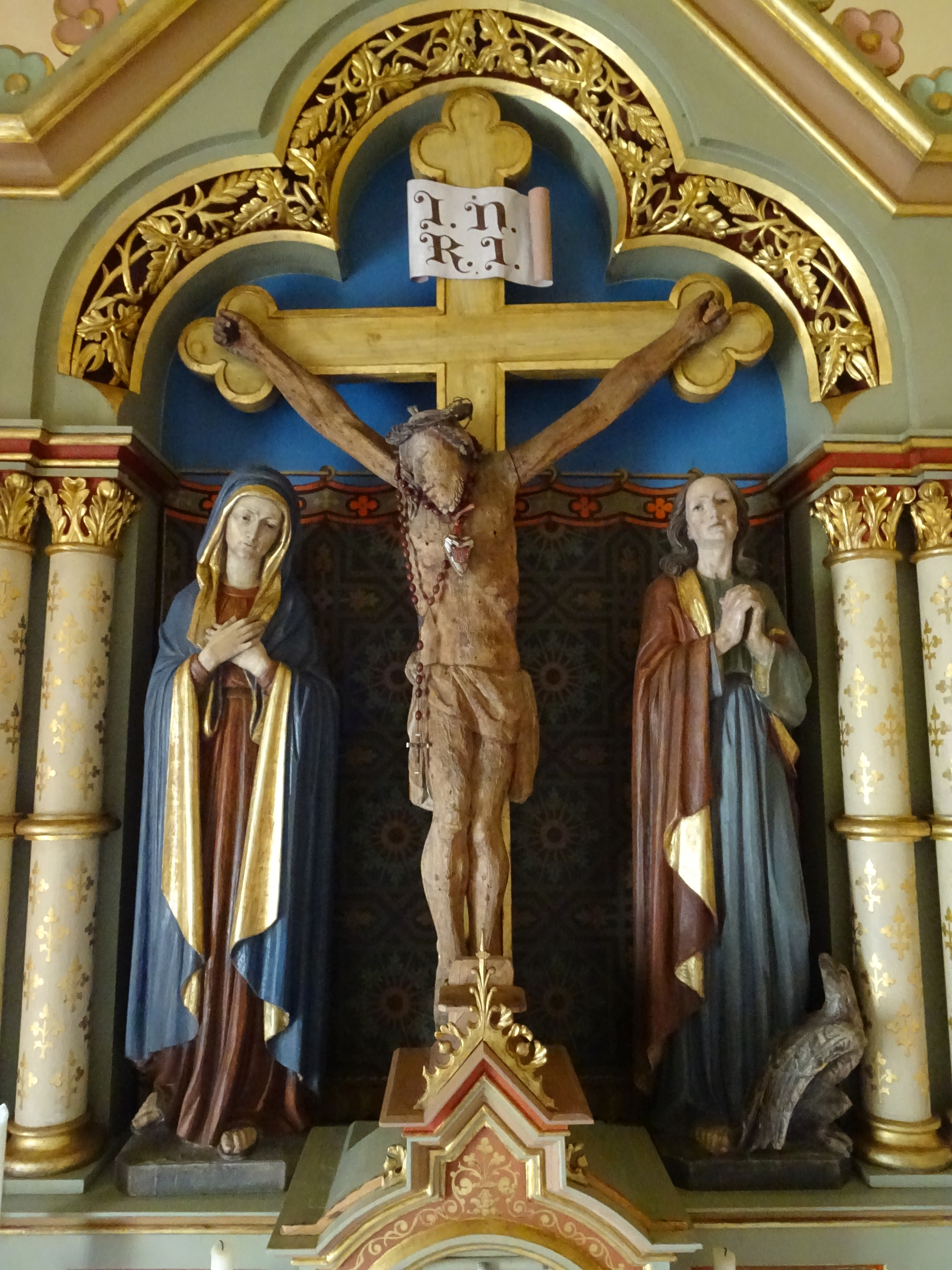
Le sculture dell'altare

La chiesa, considerata santuario, sorge nella località popolarmente detta Stoanerne Mandl ("ometti di pietra"), dove pare sorgesse già un luogo di culto precristiano. È composto da un'unica aula voltata a botte, illuminata da cinque finestre a tutto sesto sul lato verso valle (tre in navata e due nell'abside). Sono presenti tre ingressi, uno in facciata, uno sul retro, e uno sul fianco verso monte; in cima alla facciata svetta un piccolo campaniletto in legno.
Nell'unico altare è contenuto l'originale crocifisso settecentesco, affiancato dalle statue di Maria e Giovanni